# Lecteria (Lecteria) fuscitarsis
Lecteria (Lecteria) fuscitarsis is een tweevleugelige uit de familie steltmuggen (Limoniidae). De soort komt voor in het Neotropisch gebied.